# Giro Immelmann

Animación mostrando el giro Immelmann.

El giro Immelmann puede hacer referencia a dos maniobras diferentes que se pueden realizar con un avión. La maniobra que hoy en día se conoce como "Immelmann", no posee ninguna relación con el as de la aviación alemana de la Primera Guerra Mundial, Max Immelmann, y de hecho es bastante distinta de la táctica histórica de combate. Fueron los británicos los que bautizaron a esta figura con el nombre de Giro Immelman.

## En acrobacia aérea
En jerga de acrobacia aérea moderna, un giro Immelmann (también conocido como imperial, giro en la cúspide, o simplemente un Immelmann) es una maniobra acrobática de poca utilidad práctica en el combate aéreo, y es una maniobra completamente distinta de la táctica de persecución originalmente utilizada durante la Primera Guerra Mundial a partir de la que se deriva el nombre.
Esencialmente, la acrobacia de Immelmann comprende un medio loop ascendente seguido por medio giro, de manera que finalmente el avión quede en una posición de vuelo nivelado volando en dirección exactamente opuesta a la dirección en la que volaba al comienzo de la maniobra a mayor altitud.
Para realizar de forma correcta un giro acrobático Immelmann, el piloto debe acelerar el avión hasta tener una velocidad suficientemente elevada como para poder realizar un loop con el avión. Entonces el piloto fuerza el avión en una maniobra de ascenso, accionando los mandos mientras el avión gana altura. Los alerones y los flaps deben ser utilizados para realizar el medio loop en un plano vertical cuando se le observa desde el suelo. Cuando el avión cruza el punto en el que comenzó el loop, debe estar en posición invertida habiendo completado medio loop. En este punto el avión debe tener suficiente velocidad como para poder recobrarse sin perder altitud, y en el punto más elevado del loop el piloto realiza una media vuelta para quedar en posición normal. Por lo que al final, el avión se encuentra a mayor altitud que al comienzo, y ha cambiado su curso 180 grados.

Vista esquemática de un giro Immelmann:
1. Vuelo nivelado.
2. Medio giro.
3. Vuelta de 180° para llevar el avión nuevamente a nivel.

No todos los aviones son capaces o están certificados para realizar esta maniobra, sea porque la potencia del motor es insuficiente, o el diseño del motor no permite volar en posición invertida (por lo general los motores a pistones que poseen un cárter de aceite abierto). De hecho, solo unos pocos de los aviones primitivos contaban con suficiente control de giro como para poder realizar esta maniobra en forma correcta. (En particular el Fokker Eindecker de Immelmann no la podía realizar).
El giro Immelmann se ha convertido en una de las maniobras acrobáticas más populares del mundo, siendo utilizado en casi todos los shows de destreza aérea. Sin embargo, la maniobra acrobática es de muy poca utilidad en combates aéreos modernos, porque los aviones caza modernos pueden realizar rápidamente maniobras en sentido vertical a partir de vuelos nivelados, y los blancos lentos son muy vulnerables a los misiles aire aire. La maniobra acrobática requiere una rápida "pérdida de energía cinética" (reducción de la velocidad) aun si la punta del avión se enfoca hacia abajo al finalizar la maniobra (Esta maniobra, un Immelmann acrobático seguido por un descenso en picada hasta la altitud original es otra maniobra acrobática llamada el "Medio ocho cubano").

## Variaciones de la Imperial
- Imperial negativa: es igual que la imperial pero con el avión en posición invertida.
- Imperial tombé: Esta maniobra es una combinación de 5/8 de looping con 1/2 tonel, bajando en la línea de 45°.[2]
- Imperial tombé negativa: igual que la imperial tombé pero con el avión en posición invertida.

## Cultura popular
- En la serie de animación japonesa Last Exile, el protagonista, Claus Valca, es un piloto que realiza la versión de combate de esta maniobra, y por ello es apodado por un enemigo como "Immelmann".